# (8568) Larrywilson
(8568) Larrywilson (1996 RU2) – planetoida z pasa głównego asteroid okrążająca Słońce w ciągu 3,17 lat w średniej odległości 2,16 au. Odkryta 10 września 1996 roku.